# Episodi di Magnum, P.I. (seconda stagione)
La seconda stagione della serie televisiva Magnum, P.I. è stata trasmessa in prima visione negli Stati Uniti d'America da CBS tra il 1981 e il 1982.
In Italia è stata trasmessa in prima visione da Italia 1 tra il 1983 e il 1984.
| nº | Titolo originale              | Titolo italiano                      | Prima TV USA     | Prima TV Italia  |
| -- | ----------------------------- | ------------------------------------ | ---------------- | ---------------- |
| 1  | Billy Joe Bob                 | Profumo d'oriente                    | 8 ottobre 1981   |                  |
| 2  | Dead Man's Channel            | La maledizione di Nihoa              | 15 ottobre 1981  |                  |
| 3  | The Woman on the Beach        | Ombre dal passato                    | 22 ottobre 1981  |                  |
| 4  | From Moscow to Maui           | Da Mosca a Maui                      | 29 ottobre 1981  |                  |
| 5  | Memories are Forever (1)      | I ricordi non muoiono mai (1ª parte) | 5 novembre 1981  |                  |
| 6  | Memories are Forever (2)      | I ricordi non muoiono mai (2ª parte) | 5 novembre 1981  |                  |
| 7  | Tropical Madness              | Follia tropicale                     | 12 novembre 1981 | 12 dicembre 1982 |
| 8  | Wave Goodbye                  | Sulla cresta dell'onda               | 19 novembre 1981 |                  |
| 9  | Mad Buck Gibson               | Volando verso la libertà             | 26 novembre 1981 |                  |
| 10 | The Taking of Dick McWilliams | Uno strano rapimento                 | 3 dicembre 1981  |                  |
| 11 | The Sixth Position            | Balletto di spie                     | 17 dicembre 1981 |                  |
| 12 | Ghost Writer                  | L'autobiografia                      | 24 dicembre 1981 |                  |
| 13 | The Jororo Kill               | Attentato nel Pacifico               | 7 gennaio 1982   |                  |
| 14 | Computer Date                 | Appuntamento con il computer         | 14 gennaio 1982  |                  |
| 15 | Try To Remember               | Amnesia                              | 28 gennaio 1982  |                  |
| 16 | Italian Ice                   | Ghiaccio italiano                    | 4 febbraio 1982  |                  |
| 17 | One More Summer               | Ultima partita                       | 11 febbraio 1982 |                  |
| 18 | Texas Lightning               | L'asso nella manica                  | 18 febbraio 1982 |                  |
| 19 | Double Jeopardy               | Lo spettacolo continua               | 25 febbraio 1982 |                  |
| 20 | The Last Page                 | L'ultimo capitolo                    | 4 marzo 1982     |                  |
| 21 | The Elmo Ziller Story         | Il sangue non è acqua                | 25 marzo 1982    |                  |
| 22 | Three Minus Two               | Tre meno due                         | 1º aprile 1982   |                  |